# Пршибрам (район)
Пршибрам (чеш. Okres Příbram) — один из 12 районов Среднечешского края Чешской Республики. Административный центр — город Пршибрам. Площадь района — 1 692,05 км², население составляет 113 829 человек. В районе насчитывается 121 муниципалитет, из которых 7 — города.

## География
Район расположен в юго-западной части края. Граничит с районами Бероун, Бенешов и Прага-запад Среднечешского края; Пльзень-юг и Рокицани Пльзенского края; Страконице, Писек и Табор Южночешского края.
Является самым большим по площади районом края.

## Города и население
Данные на 2009 год:
| Город                    | Население |
| ------------------------ | --------- |
| Пршибрам                 | 35 149    |
| Добржиш                  | 8 553     |
| Седльчани                | 7 735     |
| Рожмиталь-под-Тршемшинем | 4 516     |
| Бржезнице                | 3 646     |
| Седлец-Прчице            | 2 811     |
| Нови-Книн                | 1 834     |

| Всего           | Женщин           | Мужчин           |
| --------------- | ---------------- | ---------------- |
| 113 829 (100 %) | 57 609 (50,61 %) | 56 220 (49,39 %) |

Средняя плотность — 67 чел./км²; 56,44 % населения живёт в городах.

## Известные уроженцы
- Цврчек, Радим (1931—2004) — кинорежиссёр